# البندوكوز
البندوكوز (بالإنجليزية: The Boondocks )‏ هو مسلسل رسوم متحركة للكبار أمريكي، شارك في المسلسل ريجينا كينغ، جون ويذرسبون، غاري وليامز وسيدريك ياربروف. صدر الموسم الأول على قناة كرتون نتورك في 6 نوفمبر 2005.

## روابط خارجية
البندوكوز على موقع IMDb (الإنجليزية)
- البندوكوز على موقع ميتاكريتيك (الإنجليزية)
- البندوكوز على موقع روتن توميتوز (الإنجليزية)
- البندوكوز على موقع كينوبويسك (الروسية)
- البندوكوز على موقع ألو سيني (الفرنسية)
- البندوكوز على موقع قاعدة بيانات الفيلم (الإنجليزية)